# Ton van Baars
Antonius Wilhelmus Bernardus (Ton) van Baars (Hengelo, 6 maart 1922) is een voormalig Nederlands uitgever, docent en politicus namens de Katholieke Volkspartij (KVP) en het Christen-Democratisch Appèl (CDA).
Na het volgen van de lagere school in Hengelo, volgde Van Baars het gymnasium aan het Gymnasium Jeruzalem in Venray tot 1942. Van 1945 tot 1952 studeerde hij Nederlandse taal- en letterkunde aan de Katholieke Universiteit Nijmegen. Hierna ging hij van 1958 tot 1961 aan de slag als adjunct-directeur bij uitgeverij Malmberg.
In 1961 begon hij als docent aan het doveninstituut te Sint-Michielsgestel. In 1963 ging hij vervolgens aan de slag als hoofd onderwijs en culturele zaken bij de gemeente Eindhoven tot hij in 1968 bij de Pedagogische Academie ging werken als docent. Ook doceerde hij enige tijd communicatievaardigheid aan de Katholieke Hogere Hotelschool Maastricht.
In 1970 betrad Van Baars de lokale politieke arena als gemeenteraadslid en wethouder (onderwijs, jeugd en sport) van Eindhoven namens de KVP. In 1974 continueerde hij zijn wethouderschap niet, maar bleef wel aan als gemeenteraadslid. Daarnaast werd hij wederom docent, ditmaal bij de Nieuwe Leraren Opleiding in Eindhoven. In 1978 werd hij daarnaast nog lid van de agglomeratieraad van Eindhoven, tot hij in 1980 zijn raadslidmaatschappen opgaf om (namens het CDA) tussentijds lid te worden van de Tweede Kamer der Staten-Generaal. Dit zou hij, met een tussenpauze van een half jaar, tot 1986 blijven.
In deze periode in het parlement was hij onderwijswoordvoerder namens zijn fractie. Hij hield zich behalve met onderwijs ook bezig met wetenschapsbeleid en volkshuisvesting. Hij was in de Kamer voorzitter van de bijzondere commissie Vliegveld Welschap van 28 april 1982 tot 3 juni 1986.
- Parlement.com: vg09llmyz6z2